# Stoewer D 3
Der Stoewer D 3 ist ein Pkw-Modell. Stoewer stellte ihn von 1920 bis 1923 her.

## Beschreibung
Der Wagen hat einen wassergekühlten Vierzylindermotor. Der Motor mit 2,4 Liter Hubraum hatte ein in einem Block gegossenes Gehäuse und seitlich stehende Ventile. Er war mit 8 Steuer-PS eingestuft und leistete etwa 24 PS (18 kW), was auch zur Bezeichnung 8/24 PS führte. Einlass- und Auslassventil waren gleich groß und dadurch untereinander austauschbar. Die Nockenwelle wurde über eine Kette mit von außen nachstellstellbarem Kettenspanner angetrieben. In den Motorblock sind die Lichtmaschine und ein elektrischer Anlasser integriert. An der tiefsten Stelle des Kurbelgehäuses liegt eine Zahnradpumpe zur Motorschmierung. Zur Kontrolle ist ein Öldruckmanometer im Armaturenbrett an der Spritzwand eingebaut. Die Zündung übernimmt eine Magnetzündung mit manueller Verstellmöglichkeit am Lenkrad. Der Vergaser ist ein Typ von Zenith. Das Fahrzeug hat ein Vierganggetriebe mit Kulissenschaltung und außen liegendem Schalthebel. Die Hinterräder wurden über eine Kardanwelle angetrieben.
Der Rahmen des Wagens besteht aus hohen Profilblechen mit Querträgern; hinten im Rahmen liegt geschützt der Kraftstofftank. Vorder- und Hinterachse sind an halbelliptischen Blattfedern aufgehängt. Die Lenksäule ist in der Neigung verstellbar. Die Handbremse wirkt auf die Hinterräder, die Fußbremse auf das Getriebe. Das Pedal der Fußbremse liegt, wie es zum Teil lange noch bei Rennwagen angeordnet war, zwischen Kupplungs- und Bremspedal; zusätzlich gibt es einen Handgashebel. Den D 3 gab es in verschiedenen Karosserieversionen, unter anderem als Roadster mit voll versenkbarem Verdeck.
Der Radstand betrug 2950 mm und die Spurbreite 1300 mm. Der Wagen wog als Tourenwagen 1300 kg.